# 옥천면 (해남군)
옥천면(玉泉面)은 대한민국 전라남도 해남군의 면이다.

## 행정 구역
- 대산리(大山里)
- 백호리(白虎里)
- 성산리(星山里)
- 송산리(松山里)
- 신계리(新溪里)
- 신죽리(新竹里)
- 영신리(永信里)
- 영춘리(永春里)
- 용동리(龍洞里)
- 용산리(龍山里)
- 월평리(月坪里)
- 청신리(淸新里)
- 팔산리(八山里)
- 흑천리(黑泉里)